# Tirà emplomallat de Todd
El tirà emplomallat de Todd (Lophotriccus eulophotes) és un ocell de la família dels tirànids (Tyrannidae).

## Hàbitat i distribució
Habita les espesures de bambú i clars de la vegetació de l'extrem occidental del Brasil, sud-est del Perú i nord de Bolívia.